# Малая Суготка
Малая Суготка — река в России, протекает по Чаинскому и Колпашевскому районам Томской области. Устье реки находится в 2 км по левому берегу реки Большая Суготка. Длина реки составляет 16 км.

## Данные водного реестра
По данным государственного водного реестра России относится к Верхнеобскому бассейновому округу, водохозяйственный участок реки — Обь от впадения реки Чулым до впадения реки Кеть, речной подбассейн реки — Чулым. Речной бассейн реки — (Верхняя) Обь до впадения Иртыша.
Код объекта в государственном водном реестре — 13010500112115200022922.